# Roman Kemp
Roman Kemp (sinh ngày 28 tháng 1 năm 1993) là một người dẫn chương trình phát thanh và truyền hình người Anh. Kể từ năm 2014, anh đã giới thiệu cho mạng phát thanh quốc gia Capital FM và chương trình phát sóng vào giờ ăn sáng của đài này kể từ năm 2017. Năm 2019, Kemp về đích ở vị trí thứ ba trong loạt phim thứ mười chín của I'm A Celebrity... Get Me Out of Here !.

## Xuất thân
Kemp là con trai của nam diễn viên kiêm nhạc sĩ Martin Kemp và ca sĩ Shirlie Holliman. Anh có một chị gái, Harley Moon (sinh năm 1989). Ca sĩ quá cố George Michael là cha đỡ đầu của anh. Kemp được học tại trường Berkhamsted cho đến lúc 15 tuổi và cùng năm với KSI. Kemp là một cổ động viên nhiệt thành của Arsenal F.C.

## Sự nghiệp

### Thập niên 2010
Vào tháng 11 năm 2014, Kemp tham gia Capital FM để phát sóng vào Chủ nhật 6–9 giờ sáng.  Anh ấy được thăng chức vào 5–8 giờ chiều thứ Bảy và 9 giờ tối Chủ nhật đến 12 giờ sáng một năm sau đó, nơi anh ấy có cơ hội phỏng vấn các nghệ sĩ trong chương trình của mình. Vào tháng 2 năm 2016, Kemp trở thành gương mặt mới của The Capital Evening Show, các buổi tối từ 7–10 tối trong tuần ngoài buổi biểu diễn Chủ nhật của anh ấy. Vào năm 2017, Kemp bắt đầu tổ chức Capital Breakfast từ 6 giờ sáng đến 10 giờ sáng với Vick Hope trên khắp Luân Đôn và từ 6 giờ sáng đến 9 giờ sáng Thứ Bảy trên toàn mạng lưới. Sau anh ấy đã rời khỏi buổi biểu diễn buổi tối. Năm 2018, Sonny Jay tham gia Capital Breakfast toàn thời gian với tư cách là người đồng dẫn chương trình. Năm 2016, Kemp là người dẫn chương trình kỹ thuật số và phóng viên truyền thông xã hội của The X Factor Vương quốc Anh. Anh ấy cũng đồng tổ chức Nick Kicks trên Nicktoons. Kể từ tháng 1 năm 2017, anh ấy đã đồng trình bày 2Awesome trên ITV2 với Vick Hope. Anh ấy cũng trình bày The Hot Desk trên ITV2. Từ ngày 2 tháng 5 năm 2017, Kemp tiếp quản chương trình ăn sáng của Capital FM London với Hope. Anh ấy đã thuật lại Bromans trên ITV2 vào năm 2017, trong đó cha anh ấy đóng vai Hoàng đế.. Anh ấy xuất hiện trong một tập của Len Goodman's Partners in Rhyme. Anh ấy đã tham gia một ấn bản dành cho người nổi tiếng về Những ngày đầu tiên chống chọi với bệnh ung thư vào tháng 11 năm 2017.
Vào tháng 11 năm 2017, Kemp là phóng viên hậu trường cho chương trình Children in Need Rocks những năm 80. Vào ngày 1 tháng 3 năm 2018, Kemp đã tổ chức Giải thưởng Toàn cầu cùng với Rochelle Humes và Myleene Klass, đồng thời trở lại để trình bày Giải thưởng Toàn cầu 2019. Vào ngày 8 tháng 4 năm 2019, Kemp, Hope và Jay đã trở thành người chủ trì của Capital National Breakfast mới. Vào tháng 5 năm 2019, đã có thông báo rằng anh ấy sẽ diễn trong phiên bản 2019 của Soccer Aid, đại diện cho Phần còn lại của thế giới do sinh ra ở Los Angeles cho phép anh ấy được xếp loại là người Mỹ. Kể từ tháng 6 năm 2019, Kemp đã xuất hiện trong loạt phim thực tế trên Kênh 4 Celebrity Gogglebox cùng với cha của mình. Năm 2019, Kemp là thí sinh trong loạt thứ mười chín của loạt phim truyền hình thực tế ITV  I'm A Celebrity... Get Me Out of Here !. và hoàn thành ở vị trí thứ ba. Kemp cũng đã trình diễn buổi biểu diễn mừng Năm mới của London hai lần vào năm 2017 và 2019 cùng với các nghệ sĩ biểu diễn Nile Rodgers, Chic và Craig David.

### Thập niên 2020
Năm 2020, Kemp đồng tổ chức một chương trình sáng Chủ nhật với cha mình, có tựa đề Martin & Roman's Sunday Best! trên ITV từ ngày 14 tháng 6 năm 2020  Vào ngày 19 tháng 11 năm 2020, Kemp xuất hiện với tư cách là thành viên tham luận khách mời trong chương trình ITV Daytime Loose Women và là một phần của ban giám khảo toàn nam đầu tiên trong lịch sử 21 năm của chương trình Vào tháng 3 năm 2021, Kemp trình chiếu một bộ phim tài liệu trên BBC3, Roman Kemp: Our Silent Emergency, khám phá sức khỏe tâm thần và cuộc khủng hoảng tự tử ảnh hưởng đến nam giới trẻ. Bạn của anh, nhà sản xuất Joe Lyons, đã tự tử vào tháng 8 năm 2020.
Từ tháng 4 năm 2021, Kemp và cha của anh, Martin Kemp sẽ trình chiếu Martin & Roman's Weekend Best!; một phần phụ của Martin & Roman's Sunday Best!.

## Cuộc sống cá nhân
Trong bộ phim tài liệu Roman Kemp:Our Silent Emergency, Kemp tiết lộ rằng anh ta đã suýt có ý định tự tử sau khi chiến đấu với chứng trầm cảm trong 13 năm.

## Filmography

### Television
| Year         | Title                                 | Channel    | Role         | Notes                                                                                           |
| ------------ | ------------------------------------- | ---------- | ------------ | ----------------------------------------------------------------------------------------------- |
| 2016         | The X Factor UK                       | ITV        | Presenter    | Digital presenter and social media correspondent                                                |
| 2016–2017    | The Hot Desk                          | ITV2       | Presenter    |                                                                                                 |
| 2016–2017    | Nick Kicks                            | Nicktoons  | Presenter    |                                                                                                 |
| 2017         | Children in Need Rocks the 80s        | BBC One    | Presenter    | Backstage presenter                                                                             |
| 2017         | 2Awesome                              | ITV2       | Co-Presenter | With Vick Hope                                                                                  |
| 2017         | Bromans                               | ITV2       | Narrator     |                                                                                                 |
| 2017         | Celebrity First Dates                 | Channel 4  | Contestant   | For Stand Up to Cancer                                                                          |
| 2017, 2019   | New Year's Eve Fireworks              | BBC One    | Presenter    | Với Nile Rodgers và Chic (2017); Với nhóm nhạc Craig David và TS5 DJ Set (2019)                 |
| 2018–2020    | Global Awards                         | Capital TV | Co-Presenter | With Rochelle Humes and Myleene Klass (2018-2019); With Rochelle Humes and Kate Garraway (2020) |
| 2019         | I'm a Celebrity...Get Me Out of Here! | ITV        | Contestant   | Third place                                                                                     |
| 2019–present | Celebrity Gogglebox                   | Channel 4  | Himself      | With Martin Kemp                                                                                |
| 2020         | Martin & Roman's Sunday Best!         | ITV        | Co-Presenter | With Martin Kemp                                                                                |
| 2020         | Loose Women                           | ITV        | Panellist    | Special "Loose Men"                                                                             |
| 2021–present | Martin & Roman's Weekend Best!        | ITV        | Co-Presenter | With Martin Kemp                                                                                |

### Radio
| Year         | Title                    | Role      | Notes                  |
| ------------ | ------------------------ | --------- | ---------------------- |
| 2014–2015    | Sunday 6–9am             | Presenter |                        |
| 2015–2016    | Saturday 5–8pm           | Presenter |                        |
| 2015–2017    | Sunday 9pm–12am          | Presenter |                        |
| 2016–2017    | The Capital Evening Show | Presenter | Weeknights 7–10pm      |
| 2017–present | Capital Breakfast        | Presenter | Weekday breakfast slot |

### Web
| Year | Title                            | Channel       | Role      | Notes |
| ---- | -------------------------------- | ------------- | --------- | ----- |
| 2021 | Roman Kemp: Our Silent Emergency | BBC Three     | Presenter |       |
| 2021 | TRIC Awards                      | ScreenHits TV | Presenter |       |

## Giải thưởng và đề cử
| Year | Group                      | Award                | Work                             | Results   |
| ---- | -------------------------- | -------------------- | -------------------------------- | --------- |
| 2021 | National Television Awards | Authored Documentary | Roman Kemp: Our Silent Emergency | Đề cử     |
| 2021 | TRIC Awards                | Radio Personality    | Himself                          | Đoạt giải |